# Skanderborg Mølle
Skanderborg Mølle blev opført 1851 nær den gamle Silkeborgvej, nu Møllegade, og stod indtil 1935, hvor vindmøllen blev nedrevet.
I midten af 1800-tallet ville man gerne have en vindmølle i Skanderborg, så egnens landboer slap for at køre til Skvæt Mølle, Fuldbro Mølle eller Vester Mølle, men det var svært at få tilladelse fra de offentlige myndigheder til at oprette nye møller, da det var et privilegeret erhverv.
Efter flere afviste ansøgninger fra forskellige interessenter lykkedes det endeligt i 1851 for købmand Lauritz Bang at få tilladelse til at opføre Skanderborg Mølle, beliggende ca. en kilometer uden for købstaden. Den store mølle var opført i hollandsk stil, den murede underetage var 5,5 m. høj, fra mur til hat var der 9,5 m., møllens vinger var 19 m. i radius, og der blev i alt brugt 75.000 mursten. Inventaret bestod af fire kværne, to gryn- og sigtesorteringsværker, og en møllekværn med to sten, trukket af heste. Til mølleren blev der ligeledes opført et beboelseshus og en heste- og kostald med tilhørende jord.
Kort tid efter opførelsen solgte Bang den imidlertid videre, formentlig fordi mølledriften - i kølvandet på Treårskrigen - var blevet frigivet, og møllen derfor ikke længere var så god en investering. Over de følgende år skiftede den ejer et utal af gange, og maskineriet blev udvidet, bl.a. i 1862 med et fransk sigteri, så møllen nu også kunne levere hvedemel og flormel, og i slutningen af 1870’erne med et rugbrødsbageri. Møllen blev købt i 1881 af Peder Sørensen, og han bortforpagtede samtidig bageriet til en bagersvend, som herefter begyndte at levere kager og bagværk. Peder Sørensen begyndte samtidig at sælge sine melprodukter på torvedagene, og i det hele taget gav hans ejerskab mere stabile forhold end hidtil, da han ejede møllen lige indtil sin død i 1913. Herefter blev møllen bestyret og senere overtaget af sønnen Carl Emil Fras Sørensen, som i 1918 nedlagte det vinddrevne mølleri og erstattede det med elektricitet.
I 1926 blev møllen imidlertid solgt til aktieselskabet Peder Hansen A/S, der bl.a. udstykkede en del af møllens jordtilliggender, men ikke havde det store held med at sælge byggegrundene. Da mølleren samtidig ikke kunne få møllen til at give overskud endte det med, at den stod tom i nogle år og forfaldt. Nationalmuseet ikke ville frede den, og en ny ejers overtagelse gik i vasken. Derfor besluttede aktieselskabet at nedrive møllen, hvilket skete i 1935; træværket blev fjernet, og bygningerne solgt til murermester Viggo Holmstol, der indrettede tre boliger heri.
Møllegade og Møllebakken er opkaldt efter Skanderborg Mølle.